# Люшняк Микола Володимирович
Мико́ла Володи́мирович Люшня́к (нар. 8 лютого 1974; м. Бережани Тернопільської області) — український політик. Кандидат сільськогосподарських наук (2010). Народний депутат України 8 та 9 скликань.
Член тимчасової слідчої комісії ВРУ з питань розслідування можливих протиправних дій представників органів державної влади та інших осіб, що могли сприяти порушенню державного суверенітету, територіальної цілісності та недоторканності України та становити загрозу національній безпеці України (з 19 травня 2021).

## Життєпис
Народився в сім'ї службовців. Проживає в c. Петрикові Тернопільського району Тернопільської області.

### Освіта
У 1980—1990 роках навчався у Бережанській середній школі № 3. У 1990—1996 роках — у Львівський державний сільськогосподарський інститут (нині — Львівський національний аграрний університет) за спеціальністю «Плодоовочівництво і виноградарство», кваліфікація — вчений-агроном. У 2010 році здобув науковий ступінь кандидата сільськогосподарських наук (Вінницький національний аграрний університет).

### Трудова діяльність
Від 1996 року працював у селянській спілці «Золотий колос» (с. Куропатники Бережанського району Тернопільської області) бригадиром, згодом — головним агрономом господарства. Від листопада 1996 до серпня 1999 року — провідний спеціаліст ТОВ «Альянс» (м. Львів). У 1999—2000 роках — менеджер ПВКФ «Агроіндустрія-Плюс». Від квітня 2000 до липня 2000 року — менеджер з постачання ТОВ «Гарант-Львів» (м. Львів). У 2001 — травні 2002 року — заступник директора ПП «Авангард» (м. Тернопіль).
Від травня 2002 року донині — директор ТОВ «Галич Агро-Стек» (м. Тернопіль). Компанія займається гуртовою торгівлею пестицидами та агрохімікатами сільгоспвиробникам, насінням сільськогосподарських і технічних культур та продажем продукції сільськогосподарського виробництва, надає агрономічні консультації фермерам та агрономам господарств. Також на сьогодні засновник ТОВ «Золотники Агро» (с. Золотники Тернопільської області). Підприємство є сільськогосподарським виробником, на 3000 га площ впроваджує новітні методики обробітку ґрунту, вирощування та зберігання продукції.

### Громадсько-політична діяльність
Як член політичної партії «УДАР» Віталія Кличка на виборах до Верховної Ради України 2012 року був кандидатом по одномандатному виборчому окрузі № 166 від партії «УДАР».
Микола Люшняк набрав 49 526 голосів виборців або 40,48 % на виборах до Верховної Ради України 2014 року в одномандатному виборчому окрузі № 166 у Тернопільській області. Основний суперник — чинний на той момент від округу нардеп Михайло Апостол заявив про фальсифікації результатів голосування журналістам на пресконференції у Тернопільському пресклубі. За результатами голосування стає народним депутатом України.
У 2019 році як самовисуванець був обраний народним депутатом 9-го скликання. З грудня 2019 року є членом депутатської групи «Довіра».
22 липня 2025 року голосував за закон України 12414 який був ухвалений з порушенням Регламенту Верховної Ради України та підпорядкував НАБУ та САП Генеральному прокурору і викликав масові протести.

### Родина
Одружений. Батько чотирьох дітей.